# Ernst-Ludwig-Allee 11 (Buchschlag)

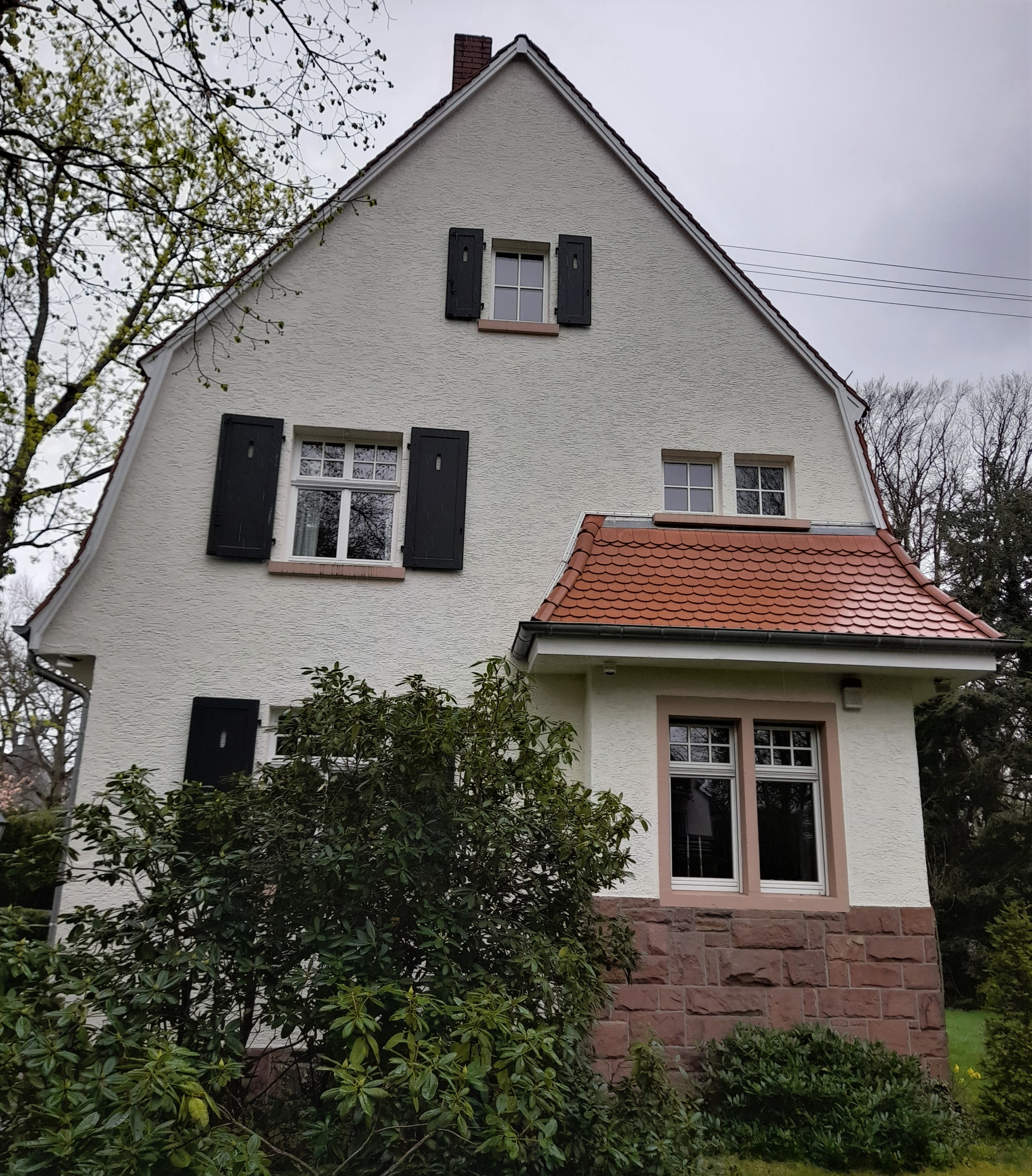
Gebäude Ernst-Ludwig-Allee 11 in Buchschlag

Das Gebäude Ernst-Ludwig-Allee 11 in Buchschlag, einem Stadtteil von Dreieich im südhessischen Landkreis Offenbach, wurde zwischen 1905 und 1910 errichtet. Das Landhaus in der Villenkolonie Buchschlag ist ein geschütztes Kulturdenkmal.
Der verputzte eineinhalbgeschossige Mansarddachbau hat im Erdgeschoss einen Erker an der Giebel- und Traufseite. Der Giebelerker besitzt eine um die Ecke gezogene Überdachung. Das Haus vertritt eine bescheidenere Form des Haustyps der Villenkolonie. 